# کارگزاری مفید
کارگزاری مُفید فعالیت خود را از ۲۳ آذر سال ۱۳۷۳ در بازار سرمایه ایران آغاز کرده ‌است. این کارگزاری با داشتن مجوز فعالیت در تمامی بخش‌های بازار سرمایه ایران، امکان خرید و فروش انواع دارایی‌ها در بورس اوراق بهادار تهران، فرابورس ایران، بورس انرژی و بورس کالا را فراهم کرده‌است. به نقل از خبرگزاری ایرنا، مرکز تماس این کارگزاری جزو ۱۰ مرکز بزرگ پاسخگویی به مشتریان در ایران، و بزرگ‌ترین مرکز تماس در میان شرکت‌ های فعال در بازار سرمایه محسوب می‌شود. این کارگزاری موفق به کسب مدال طلای لیگ فدراسیون بورس‌های اروپایی و آسیایی (FEAS) در سال ۲۰۲۳ نیز شده‌ است.    این کارگزاری به همراه کارگزاری‌ های آگاه، مبین‌ سرمایه و فارابی ۴۰ درصد از معاملات بازار سرمایه ایران را به خود اختصاص داده‌اند. 

## مجوزهای فعالیت کارگزاری مفید
بر اساس اطلاعات موجود در وب‌سایت سازمان بورس و اوراق بهادار، مجوزهای فعالیت کارگزاری مفید به شرح زیر است:
- 1.معاملات اوراق تأمین مالی
- 2.مرکز تماس
- 3.معاملات برخط
- 4معاملات مشتقه مبتنی بر کالا
- 5.معاملات کالا
- 6.معاملات مشتقه مبتنی بر اوراق بهادار

## ابزارهای سرمایه‌گذاری مفید
بر اساس اطلاعات موجود در وبسایت رسمی این کارگزاری مفید، ضمن دارا بودن مجوز سبد گردانی اختصاصی، مدیریت چندین صندوق سرمایه‌گذاری را نیز بر عهده دارد که عبارتند از:
| نام صندوق            | نوع صندوق            |
| -------------------- | -------------------- |
| پیشتاز               | سهامی                |
| پیشرو                | سهامی                |
| امید توسعه           | سهامی با تقسیم سود   |
| اطلس                 | سهامی                |
| ممتاز                | مختلط                |
| تضمین                | تضمین اصل سرمایه     |
| توان (واحدهای عادی)  | درآمد ثابت           |
| حامی                 | درآمد ثابت           |
| آوند                 | درآمد ثابت           |
| توان (واحدهای ممتاز) | اهرمی                |
| عیار                 | مبتنی بر طلا         |
| استیل                | بخشی فلزات اساسی     |
| آرام                 | شاخصی                |
| آتیه                 | سهامی بازنشستگی      |
| سیمانو               | بخشی سیمانی          |
| دارونو               | بخشی دارویی          |
| معدن                 | بخشی معدنی           |
| خودران               | بخشی خودرویی         |
| اکتان                | بخشی محصولات شیمیایی |

## سامانه‌های کارگزاری مفید
سامانه‌های معاملاتی این کارگزاری عبارتند از: ایزی تریدر، ایزی تریدر نسخه جدید (Orbis)، مفید آنلاین. علاوه بر سامانه‌های مُعاملاتی فوق، این کارگزاری اپلیکیشن‌های «بورس ویو» و «مفید اپ» را نیز توسعه داده‌است. 